# Великобобрицька волость
Великобобрицька волость — адміністративно-територіальна одиниця Сумського повіту Харківської губернії.

Найбільші поселення волості станом на 1914 рік:
- село Великий Бобрик — 4320 мешканців.
- село Малий Бобрик — 1205 мешканців.
- село Гребениківка — 1748 мешканців.

Старшиною волості був Татаренко Фома Дмитрович, волосним писарем — Курасов Михайло Карпович, головою волосного суду — Верещага Федір Іванович.